# Dějiny poštovních známek a poštovnictví na Bahamách

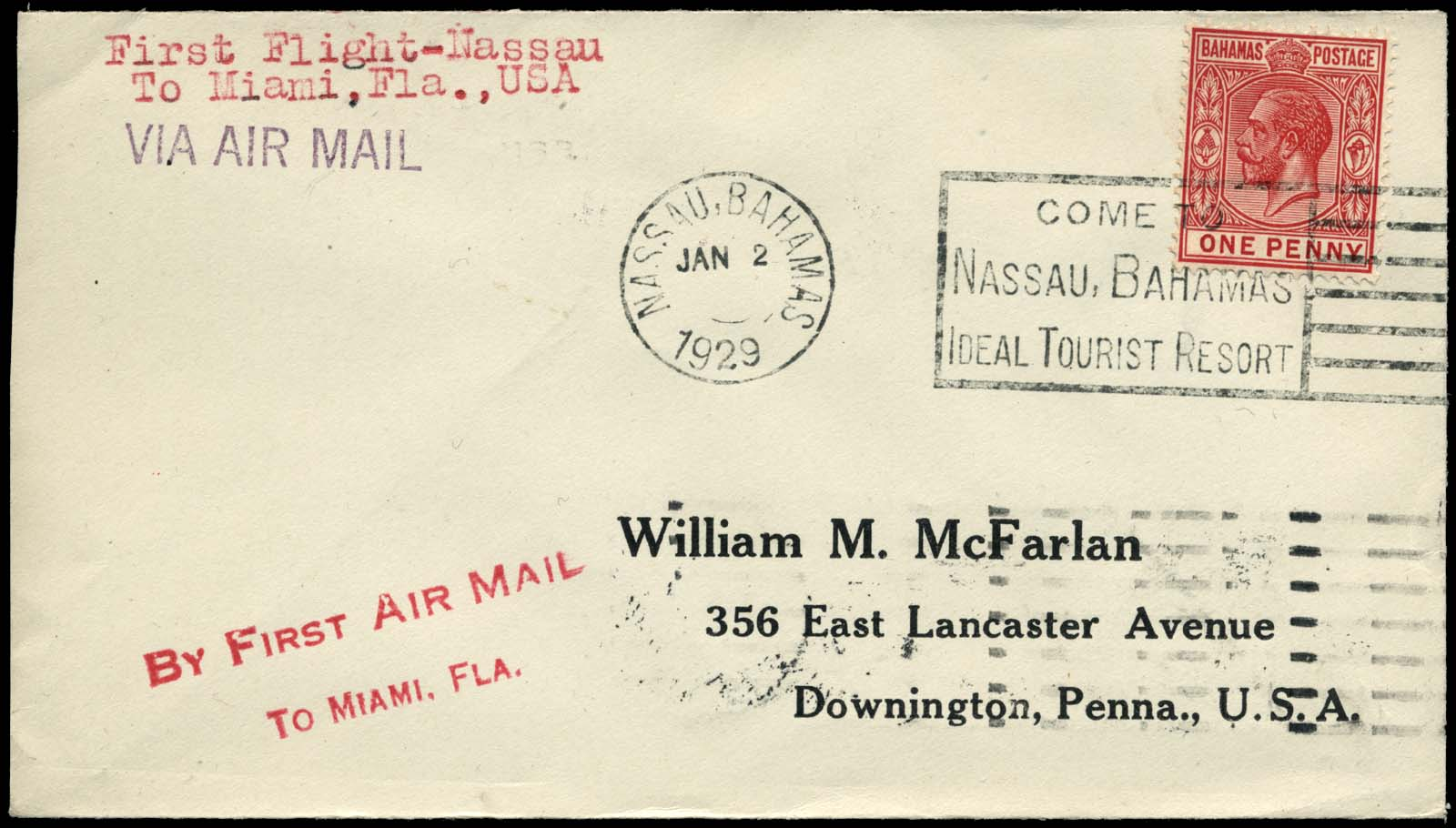
Letecká pošta zaslaná 2. ledna 1929 během prvního letu z Nassau do Miami

Historie poštovních známek a poštovnictví na Bahamách sahá do 18. století a zahrnuje jak koloniální období, kdy byly Bahamy součástí Západní Indie, tak v letech 1964–1973 samosprávné období a od roku 1973 období nezávislosti. Vlastní poštovní známky se na Bahamách vydávají od roku 1859. Od roku 1974 je země členem Světové poštovní unie a poštovní služby na Bahamách zajišťuje Bahamas Postal Service (Bahamská poštovní služba).

## Dějiny poštovnictví
První dochované informace o poštovném před zavedením poštovních známek se datují do 60. let 18. století. V roce 1804 se již používalo razítko s nápisem BAHAMAS. Royal Mail Line začala pravidelně na Bahamy zasílat poštu v roce 1841. Poštovní známky se do oběhu dostaly v dubnu 1858 a šlo o britské poštovní známky. Tyto známky však nebyly používány dlouho a již následujícího roku se poštovní služba na Bahamách osamostatnila od Londýna.

## Emise poštovních známek

### Koloniální období

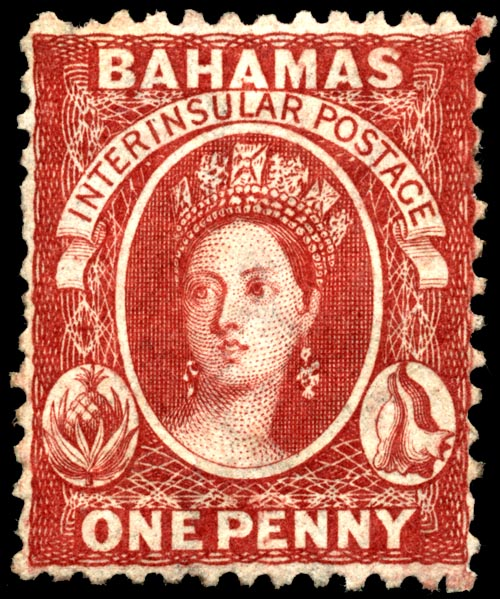
Tzv. Chalon head vydaná na Bahamách v roce 1863

Dne 10. června 1859 byly na Bahamách vydány první vlastní poštovní známky. Na známkách byl standardní portrét královny Viktorie, tzv. Chalon head. Navíc byly na známce vyobrazeny symboly ostrovů a nápis INTERINSULAR POSTAGE, neboť byly známky zpočátku pouze v místním oběhu a  za zahraniční poštovní služby byl až do května 1860 stále zodpovědný Londýn.
Bahamské známky tiskla společnost Perkins Bacon. Zpočátku byly poštovní známky bez vodoznaku a také bez zoubkování. Zoubkování se používá od roku 1860 a vodoznak Crown & CC byl poprvé použit v roce 1863. Později převzala tisk známek společnost De La Rue. V roce 1865 byla vydána známka v hodnotě jednoho šilinku.
V roce 1884 byla vydána nová emise známek s profilem královny Viktorie a s půlkruhovým nápisem BAHAMAS. Od roku 1902 do 30. let 20. století byly na poštovních známkách obvyklé profily krále Eduarda VII. a Jiřího V. V roce 1920 byla vydána série pěti známek s motivem konce první světové války a v roce 1930 byla při příležitosti 300. výročí založení kolonie vydána další série pěti známek se znakem Baham.

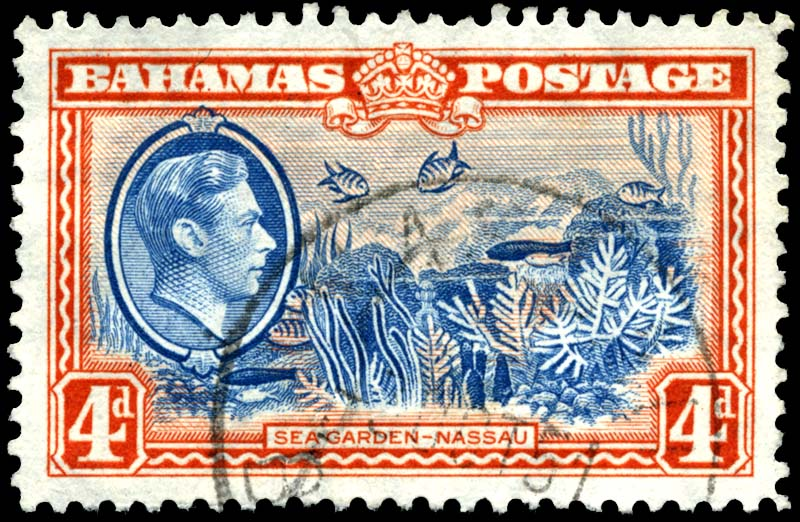
Tzv. mořská zahrada, poštovní známka z roku 1938

V roce 1935 se na tematické poštovní známce objevil motiv plameňáka v letu. Tento motiv byl znovu použit v roce 1938. Ve stejné době byl také portrét Jiřího V. nahrazen podobiznou krále Jiřího VI. Zároveň byly vydány známky s vyobrazením Fort Charlotte a tzv. mořskou zahradou (která je pravděpodobně prvním vyobrazením podmořského světa na poštovní známce). Tento motiv byl pořízen podle fotografie anglického podvodního fotografa Johna Ernesta Williamsona. Většina známek v období vlády Jiřího VI. však byla sérií malých standardních poštovních známek pouze s drobnými úpravami designu od předchozích sérií.
V říjnu 1942 byly přetištěny standardní emisní známky k připomenutí 450. výročí vylodění Kryštofa Kolumba na Bahamách. V roce 1948 bylo 300. výročí osídlení ostrova Eliuthera oslaveno sérií 16 tematických známek.

### Období samosprávy a nezávislosti
V roce 1959 vydaly Bahamy pamětní poštovní známky při příležitosti stého výročí bahamských poštovních známek a v roce 1962 při příležitosti stého výročí založení Nassau.
Vzhled nové sady 15 standardních známek byl aktualizován v roce 1965, ale opakovalo se zde mnoho motivů známek vydaných v roce 1954. Byly však vytištěny v nových nominálních hodnotách s přechodem na desetinnou měnovou soustavu v roce 1966. V roce 1968 se objevily tzv. poštovní známky volného tvaru a v roce 1969 první poštovní blok.
Do roku 1973 se na Bahamách tiskly koloniální známky. Po vyhlášení nezávislosti 10. července 1973 a získání statutu nezávislého státu, který byl členem Commonwealthu, byly vydány čtyři typy nových známek. Od 70. let 20. století vydaly Bahamy pro sběratele mnoho velkých barevných poštovních známek, i když v malém počtu.